# Phytomastax bolivari
Phytomastax bolivari is een rechtvleugelig insect uit de familie Eumastacidae. De wetenschappelijke naam van deze soort werd voor het eerst geldig gepubliceerd in 1936 door Boris Petrovich Uvarov.